# Karl Fritsch
Pour les articles homonymes, voir Fritsch.
Karl Fritsch est un botaniste autrichien, né le 24 février 1864 à Vienne et mort le 17 janvier 1934 à Graz.
Professeur d’université à Vienne et à Graz, il est notamment l’auteur de Exkursionsflora für Österreich  und die ehemals österreichischen Nachbargebiete (1897).